# Porticus Minucia
Porticus Minucia (svenska: ”Minucius portik”) var en portik i närheten av Pompejus teater på södra Marsfältet i antikens Rom. Portiken uppfördes år 110 f.Kr. av konsuln Marcus Minucius Rufus. Denna portik benämns emellanåt Porticus Minucia Vetus (”den gamla”) för att skilja den från Porticus Minucia Frumentaria. Den senare uppfördes förmodligen under kejsar Claudius (41–54 e.Kr.) och användes för distribution av spannmål, frumentum på latin. Denna portik omgärdade Nymfernas tempel.